# Thomas Mitchell (actor)
Thomas Mitchell (n. 11 iulie 1892, Elizabeth, New Jersey, SUA – d. 17 decembrie 1962, Beverly Hills, California, SUA) a fost un actor american de film, regizor, dramaturg și scenarist, laureat al triplei recunoașteri filmice numită Triple Crown of Acting, o categorie aparte pentru actorii și actrițele care sunt câștigători ai premiilor Oscar, Tony și Emmy.

## Filmografie

### Actor
- Six Cylinder Love (1923) (film debut)
- Craig's Wife (1936)
- Theodora Goes Wild (1936)
- When You're in Love (1937)
- Lost Horizon (1937)
- Make Way for Tomorrow (1937)
- The Hurricane (1937)
- I Promise to Pay (1937)
- Trade Winds (1938)
- Love, Honor and Behave (1938)
- Diligența - Stagecoach (1939)
- Only Angels Have Wings (1939)
- Mr. Smith Goes to Washington (1939)
- Gone with the Wind (1939)
- The Hunchback of Notre Dame (1939)
- Swiss Family Robinson (1940)
- Our Town (1940)
- Angels Over Broadway (1940)
- The Long Voyage Home (1940)
- Three Cheers for the Irish (1940)
- Out of the Fog (1941)
- Flight from Destiny (1941)
- The Devil and Daniel Webster (1941)
- Joan of Paris (1942)
- Moontide (1942)
- This Above All (1942)
- Tales of Manhattan (1942)
- The Black Swan (1942)
- Immortal Sergeant (1943)
- The Outlaw (1943)
- Bataan (1943)
- Flesh and Fantasy (1943)
- The Fighting Sullivans (1944)
- Buffalo Bill (1944)
- Wilson (1944)
- Dark Waters (1944)
- The Keys of the Kingdom (1944)
- Adventure (1945)
- Captain Eddie (1945)
- Three Wise Fools (1946)
- The Dark Mirror (1946)
- It's a Wonderful Life (1946)
- "High Barbaree" (1947)
- The Romance of Rosy Ridge (1947)
- Silver River (1948)
- Alias Nick Beal (1949)
- The Big Wheel (1949)
- Journey Into Light (1951)
- High Noon (1952)
- Destry (1954)
- Secret of the Incas (1954)
- Miracle on 34th Street (adaptare TV) (1955)
- While the City Sleeps (1956)
- Handle With Care (1958)
- Too Young to Love (1959)
- Pocketful of Miracles (1961)
- By Love Possessed  (1961)

### Scenarist/scriitor
- Little Accident (1928 - play, Little Accident)
- Papa Sans le Savoir (1932 - piesă de teatru, Little Accident)
- All of Me (1934; scenariu)
- Life Begins with Love (1937; scenariu)
- Little Accident (1939 - piesă de teatru, Little Accident)
- Casanova Brown (1944)

## Legături externe
- Thomas Mitchell la Internet Movie Database
- en Thomas Mitchell la Internet Broadway Database
- Thomas Mitchell la Find a Grave
- Photos of Thomas Mitchell from 'Stagecoach' Arhivat în 16 mai 2020, la Wayback Machine. by Ned Scott